# 冯远征
冯远征（1962年11月16日—），生於北京，祖籍陝西韓城，演員、導演。现任北京人民艺术剧院院长。

## 生平
1985年考入北京人民艺术剧院，现为北京人民艺术剧院演员。妻子是演員梁丹妮，兩人曾一同演出《最後的王爺》、《人到中年》、《阳光普照大地》等電視劇。徒弟為余少群。其成名作为2002年与梅婷合作的家庭伦理电视剧《不要和陌生人说话》。2004年以彭小莲执导的电影《美丽上海》获得金鸡奖最佳男配角奖。2018年1月，当选第十三届全国政协委员。2022年9月14日，冯远征出任北京人民艺术剧院第五任院长。2024年7月1日，任北京市文学艺术界联合会兼职副主席。

## 導演
- 2005年《滴血玫瑰》（電視劇）

## 演出

### 电视劇
- 1985年《无处不飞花》 饰 秀才
- 1988年《带后院的四合院》 饰 班子
- 1988年《车轱辘老转儿》 饰 瘸子
- 1991年《板儿爷》 饰 民子
- 1992年《冯白驹将军》 饰 陈青山
- 1992年《针眼儿警官》 饰 邵井
- 1993年《红虎符》 饰 教练
- 1996年《月亮背面》 饰 牟尼
- 1996年《琉璃厂传奇》 饰 袁玉山
- 1997年《风雪夜归人》
- 1997年《戊戌风云》 饰 光绪帝
- 1997年《康熙微服私访记》 饰 谭一德
- 1997年《烟壶/御前双雄》 饰 徐狗子
- 1998年《蟋蟀王传奇》 饰 慕绍云
- 1998年《拯救爱玛》 饰 罗公社
- 1999年《一吻上天堂》 饰 巧计
- 2001年《无罪辩护》 饰　席海
- 2002年《梦断紫禁城》 饰 王杰
- 2002年《在一起》 饰 秦大庆
- 2002年《不要和陌生人说话》饰安嘉和
- 2003年《街灯》
- 2003年《出乎意料》饰 马文革
- 2003年《平安是福》 饰 盖琨
- 2003年《曹雪芹》饰乾隆帝
- 2003年《末代皇妃》饰 郑孝胥
- 2004年《危机边缘》 饰 苏澎
- 2005年《天地良心》 饰 屈辚
- 2005年《滴血玫瑰》 饰 司徒俊 （兼任导演、演员）
- 2006年《万历首辅张居正》饰冯保
- 2006年《女人心事》 饰 严立达
- 2006年《遍地英雄》 饰 北泽豪
- 2006年《爱了散了》 饰 方凯
- 2006年《范府大院》 饰 赵局长
- 2006年《错爱》 饰 谢季文
- 2006年《一生有你/死去活来》饰演 周一鸣
- 2007年《立案侦查》
- 2007年《最后的王爷》饰寿元
- 2008年《对手》 饰 山本康夫
- 2008年《阳光普照大地》 （原名《江南往事》） 饰 张永康
- 2008年《一生有你》飾 周一鳴
- 2009年《婚变》 饰 郑建强
- 2009年《人到中年》 饰 贺立群
- 2009年《侦探小说》 饰 刘志文
- 2009年《钢铁年代》饰杨寿山
- 2010年《百花深处》饰 苏长亭
- 2011年《怪医文三块》饰 文三块
- 2014年《婚姻料理》
- 2014年《老农民》饰 马仁礼
- 2016年《无名者》饰 李政委
- 2019年《老中医》 饰 赵闵堂
- 2025年《修仙记之何仙姑传》(2016年拍攝) 饰 太乙真人

### 电影
- 1984年《青春祭》 饰 任佳
- 1988年《傻冒经理》 饰 麻杆
- 1991年《豺狼入室》 饰 大个子
- 1994年《邮差》 饰 小豆
- 1994年《警魂》 饰 彭宝林
- 1995年《混在北京》 饰 冒守财
- 1995年《金秋桂花迟》 饰 于文朴
- 2002年《十分钟年华老去》之 《百花深处》 饰 疯子
- 2004年《天下无贼》 饰 打劫者
- 2004年《午夜凶案》
- 2004年《紫蝴蝶》 饰 谢明
- 2004年《美丽上海》 饰 阿荣
- 2008年《非诚勿扰》飾演艾茉莉
- 2009年《建國大業》饰傅泾波
- 2010年《敏感事件》饰演李宝宝
- 2010年《非诚勿扰2》 飾演艾茉莉（配音）
- 2010年《建党伟业》饰演陈独秀
- 2011年《郭明义》饰演 白血病女孩苗苗的父亲
- 2012年《一九四二》[5][6]饰演 瞎鹿
- 2013年《大明劫》饰演 吴又可
- 2015年《闯入者》饰演 张军
- 2018年《大轟炸》饰演 薛满贵

### 舞臺劇
- 1985年《蔡文姬》饰 卫士
- 1985年《野人》饰 群舞
- 1986年《二次大战中的帅克》饰 普若哈兹卡，希特勒，犯人
- 1986年《秦皇父子》饰 卫士等
- 1986年《天下第一楼》 饰 钱师爷
- 1987年《北京人》 饰 曾文清
- 1987年《今晚照常演戏》中饰 安丘金B，鲍里斯B
- 1988年《太平湖》饰 警察
- 1996年《好人润五》饰小吴
- 1996年《在茫茫大海上》 饰 伯爵
- 1997年《古玩》 饰 秀王爷
- 1998年《官兵拿贼》 饰 贾少南
- 1999年《茶馆》 饰 松二爷（北京之外的巡演：臺北國父紀念館，2004年7月1日至8日）
- 2000年《非常麻将》饰 老二
- 2000年《日出》中饰方达生
- 2002年《足球俱乐部》饰格里
- 2005年《全家福》 饰王满堂
- 2005年《茶馆》 饰 松二爷（重排焦菊隱編劇版。北京之外的巡演：美國華盛頓甘迺迪表演藝術中心,2005年10月；香港葵青劇院演藝廳,2007年1月17-21日）
- 2006年《不要和陌生人说话》 饰 安嘉和
- 2007年《足球俱乐部》
- 2007年《全家福》 饰王满堂
- 2008年《全家福》 饰王满堂
- 2009年《知己》 饰 顾贞观
- 2009年《哗变》 饰 魁格船长